# Флавий Неотерий
Флавий Неотерий (на латински: Flavius Neoterius) е политик на Римската империя през 4 век.
Вероятно е роден в Рим и е notarius при император Валентиниан I. През 365 г. е изпратен в провинция Африка, за да гарантира подкрепа против узурпатора Прокопий. През 380 и 381 г. той е преториански префект на Изтока, 385 г. на Италия, 390 г. на Галия. През 390 г. става консул заедно с император Валентиниан II.
Кореспондира си с Квинт Аврелий Симах.